# Sidi Ziane
Sidi Ziane est une commune de la wilaya de Médéa en Algérie.

## Géographie
La commune est située dans l'extrême sud du Tell Central algérien dans l'Atlas tellien (mont de Titteri), à environ 125 km au sud d'Alger, à 75 km au sud-est de Médéa, 12 km au sud de Souagui et à 25 km au nord de Chellalet El Adhaoura.
|            | Souagui     | Sidi Zahar |
| Rebaia     | Sidi Ziane  | Tafraout   |
| Aïn Boucif | Kef Lakhdar |            |